# Svojnice
Svojnice jsou malá vesnice, část městyse Strunkovice nad Blanicí v okrese Prachatice v Jihočeském kraji. Nachází se asi 2,5 kilometru jihovýchodně od Strunkovic nad Blanicí. Je zde evidováno 34 adres. V roce 2011 zde trvale žilo 83 obyvatel.
Svojnice jsou také název katastrálního území o rozloze 3,01 km².

## Historie
První písemná zmínka o vesnici pochází z roku 1334.
Na počátku čtrnáctého století vesnice patřila Brunovi z Vitějovic, který měl v držení nedaleký hrad Osule (dnes již pouze zřícenina s několika obvodovými zdmi) a zakládal vesnice kolem Zlatého potoka, nejspíše za účelem těžby zlata z potoka. Do roku 1351 byly Svojnice pod správou hradu Helfenburk. Poté náležely do majetku Rožmberků. V roce 1475 zakoupil vesnici Jan ze Švamberka. Po prohrané bitvě na Bílé hoře připadla Buquoyům a spadaly tak pod Libějovice. Od roku 1850 byly Svojnice pod okresem Netolice a od roku 1945 pak již pod 
okresem Prachatice.
Vesnice se nachází jeden kilometr od tzv. Vitějovické křižovatky, kde na konci druhé světové války došlo ke střetu tří armád: americké, ruské a ustupující německé.

## Obyvatelstvo
| Rok            | 1869 | 1880 | 1890 | 1900 | 1910 | 1921 | 1930 | 1950 | 1961 | 1970 | 1980 | 1991 | 2001 | 2011 | 2021 |
| -------------- | ---- | ---- | ---- | ---- | ---- | ---- | ---- | ---- | ---- | ---- | ---- | ---- | ---- | ---- | ---- |
| Počet obyvatel | 202  | 243  | 217  | 182  | 185  | 182  | 174  | 113  | 126  | 100  | 76   | 63   | 65   | 83   | 81   |
| Počet domů     | 35   | 37   | 36   | 37   | 37   | 37   | 37   | 37   | 28   | 27   | 21   | 30   | 30   | 31   | 35   |

## Obecní správa
Při sčítání lidu v letech 1850–1962 Svojnice byly samostatnou obcí v okrese Prachatice. Od roku 1963 jsou částí městyse Strunkovice nad Blanicí v okrese Prachatice.